# Eversie

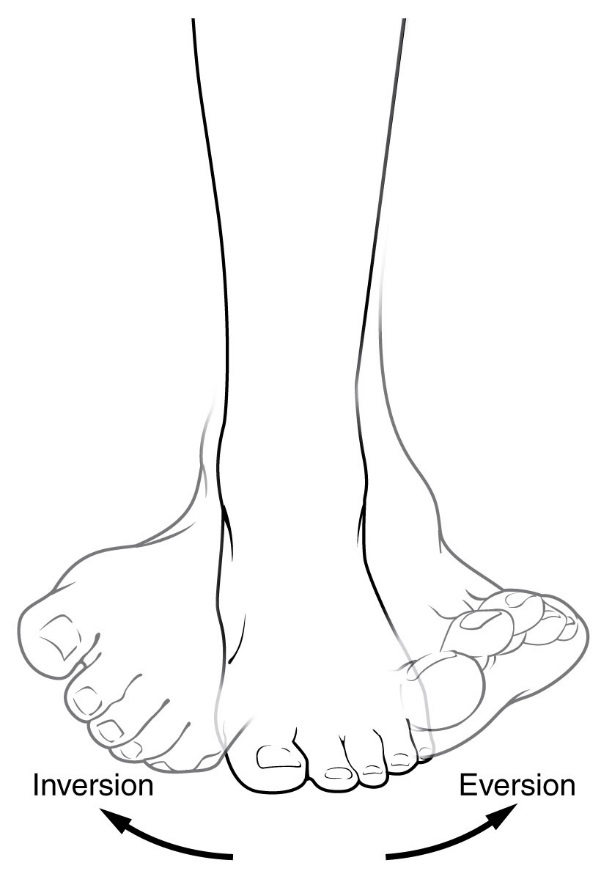
Eversie en inversie

Eversie is de beweging van de voetzool van het mediane vlak vlak af, dus naar lateraal (pes valgus). De tegenovergestelde beweging is inversie (pes varus). Inversie en eversie worden niet respectievelijk supinatie en pronatie genoemd, analoog aan de bewegingen van de hand. Pronatie en supinatie vinden in de benen niet plaats in de enkel waar de eversie en inversie plaatsvindt, maar in de middenvoetsbeentjes. Hierbij is de supinatie een naar binnen draaiende beweging van de middenvoetsbeentjes en is pronatie een naar buiten draaiende beweging van de middenvoetsbeentjes, analoog aan de bewegingen van de hand. Supinatie en pronatie in de voet zijn alleen mogelijk wanneer er respectievelijk inversie en eversie optreedt.
De spieren verantwoordelijk voor deze beweging zijn de musculus peronaeus longus en de musculus peronaeus brevis. De beweging vindt plaats in het gewricht tussen talus (sprongbeen) en calcaneus (hielbeen), het onderste spronggewricht.